# Sorodstvo ščitastih stenic
Sorodstvo ščitastih stenic (znanstveno ime Pentatomomorpha) je velika skupina stenic, ki jo navadno klasificiramo na nivoju nižjega reda (infraordo). Sestavljajo jo večinoma rastlinojede vrste, nekatere pa se prehranjujejo z glivami ali so plenilske. Morfološko jih združuje členjenost ustne (labium; del obustnega aparata namenjen prebadanju) na 4 člene, členjenost tipalnic na tri do pet členov in nekatere druge podrobnosti.
Sem uvrščamo nekaj največjih kopenskih stenic. Skupino nadalje delimo v šest naddružin (po različnih virih od 5 do 7), te pa v skupno okrog 30 družin.